# 聂拉木风毛菊
聂拉木风毛菊（学名：Saussurea nyalamensis）为菊科风毛菊属的植物，为中国的特有植物。分布在中国大陆的西藏等地，生长于海拔4,700米的地区，常生于草坡或砂砾地，目前尚未由人工引种栽培。